# Стрей
Стрей (рум. Strei) — река в Румынии, левый приток Муреша, протекает по территории жудеца Хунедоара на западе центральной части страны.
Длина реки составляет 93 км, площадь бассейна — 1983 км². Средний уклон — 1,6 м/км. Коэффициент извилистости — 2,51.
Стрей начинается на высоте 1700 м над уровнем моря в горах Сурян Южных Карпат. В верхней половине сначала течёт преимущественно северо-запад и потом около Бару поворачивает на юго-запад, в нижней половине преобладающим направлением течения становится север. Устье Стрея находится около Симерии, на высоте 188 м над уровнем моря в 472 км от истока Муреша.